# America (navire)
Pour les articles homonymes, voir America.

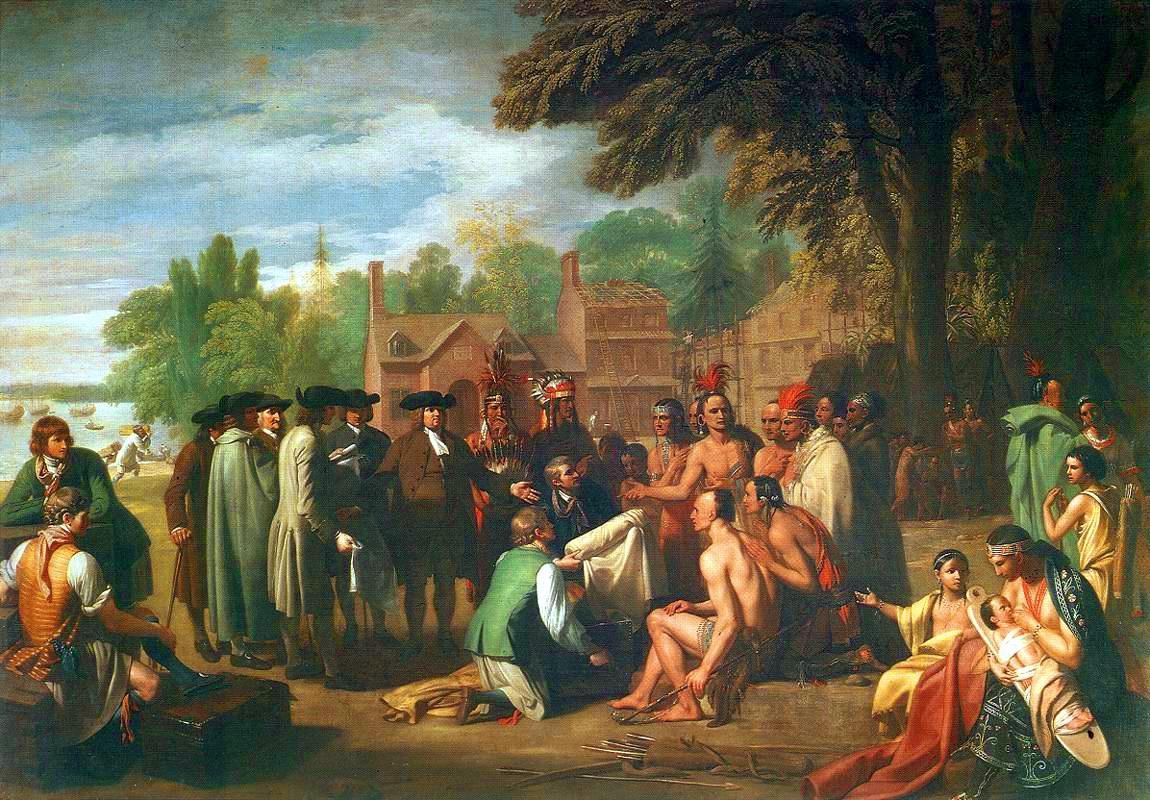
The Treaty of Penn with the Indians. Ce tableau représente la signature d'un traité de paix entre les Indiens et William Penn, à Shackamaxon en 1682, un an avant l'arrivée de Pastorius

L’America, capitaine Joseph Wasey, est le navire à bord duquel Francis Daniel Pastorius arrive à Philadelphie en 1683. Il vient en tant qu'agent de la Frankfurt Land Company, un groupe de dissidents (piétistes, mennonites, anabaptistes, quakers) qui lui a confié la tâche d'acquérir pour eux une parcelle de terre auprès de William Penn, fondateur de la Province de Pennsylvanie. Il leur adressa un rapport qui constitue la source de cet article. Il tient à être objectif vis-à-vis de ses mandants ; il décrit le voyage comme pénible et la Pennsylvanie comme un pays difficile mais prometteur.

## Les conditions du voyage
Pastorius, âgé de 32 ans, partit de Deal (Angleterre) (et avant cela de Rotterdam) le 10 juin avec neuf domestiques, hommes, femmes et enfants. Ils eurent vent contraire la plupart du temps. Beaucoup de tempêtes. Le mât avant se brisa deux fois. Il fallut 10 semaines pour arriver. La plupart des passagers eurent le mal de mer, et Pastorius eut un accident : une sculpture du navire se détacha et lui tomba dessus, le gardant au lit plusieurs jours, et lui rappelant la chute du Paradis de nos premiers parents, et « combien de fois nous devons chuter dans cette vallée de larmes, mais heureusement Dieu est là pour nous relever ». Ses serviteurs sont tous malades, un marin devient fou et une baleine frappe le bateau de coups répétés.
Le voyage fut effrayant à cause des tempêtes, et pénible en raison des conditions du bord.  
La nourriture est mauvaise et les rations petites. Dix personnes reçoivent trois livres de beurre par semaine, quatre mesures de bière et deux mesures d'eau par jour, deux assiettes de pois chaque midi ; il y a quatre diners de viande par semaine et trois de poisson, que chacun doit cuisiner avec son propre beurre. Il faut en garder du midi pour le soir. Le pire est que la viande et le poisson sont salés au point d'être à peine mangeables, ce qui ne les empêche pas d'être rances. Par bonheur, sur les conseils de ses amis, Pastorius s'était muni de provisions en Angleterre.
Ces circonstances réveillent le juriste en Pastorius, et il conseille à ceux qui voyageraient après lui soit d'emporter leurs propres provisions, soit de passer un contrat précis avec le capitaine quant à ce qui leur sera servi, quantités et qualité.
Ses compagnons de voyage sont très variés : un docteur en médecine avec sa femme et huit enfants, un capitaine français, un pâtissier hollandais, un apothicaire, un souffleur de verre, un maçon, un chapelier, un tailleur, un jardinier, des fermiers, etc. ; en tout 80 personnes plus l'équipage. La plus vieille femme a 60 ans, le plus jeune enfant 12 semaines. La comparaison de l'arche de Noé lui vient à l'esprit. Au point de vue religion, on a des catholiques, des luthériens, des calvinistes, des anabaptistes, des anglicans, et seulement un Quaker.

## Philadelphie
Philadelphie, indique Pastorius, croit chaque jour en maisons et en habitants, et il a fallu construire une « maison de correction ». À deux heures de là s'étend « notre Germantown », qui a déjà 12 maisons et 42 habitants, surtout des tisserands, pas trop doués en agriculture. Ils ont dépensé tous leurs biens dans le voyage, si bien qu'il leur aurait fallu devenir domestiques si William Penn ne leur avait avancé des provisions. Le chemin entre Philadelphie et Germantown est assez bien marqué à force qu'on y marche dessus. Le sol est noir et riche, et la ville est entourée de plaisants ruisseaux qui lui offrent une défense naturelle. La rue principale a 60 pieds de large, celle qui la croise en a 40. Chaque famille a une maison et un lot de 3 arpents.
Les habitants doivent être classés entre indigènes et immigrés et non entre sauvages et chrétiens, car ces deux derniers termes sont injustes l'un et l'autre. Les bateaux qui arrivent déversent une arche de Noé, comme déjà dit. Le pasteur luthérien supposé montrer le chemin du ciel aux Suédois est un ivrogne. 
Les premiers Indiens que Pastorius a vus avait rejoint le navire en canoë. Il leur proposa du brandy, ils s'apprêtaient à le payer et, comme Pastorius refusait, ils lui prirent les mains et dirent : "Merci, frère" ; ils sont forts et peignent leur visage de toutes les couleurs : bleu, rouge, etc. L'été, ils sont nus à l'exception d'un tissu sur les parties. Leurs cheveux sont noirs comme le charbon, ceux des enfants suédois blancs comme la neige.
Si l'on voit Pastorius, dans les lignes qui précèdent, faire référence à plusieurs reprises à une population suédoise, c'est parce que le territoire où il arrive a constitué la Nouvelle-Suède de 1638 à 1655, puis a été annexé à la Nouvelle-Néerlande jusqu'en 1674, date à laquelle il entre dans le giron britannique.

## Les Indiens

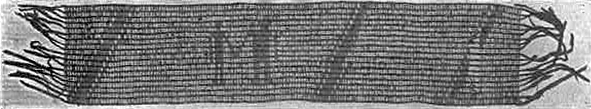
Wampum donné à William Penn lors du Grand Traité de 1682

Pastorius a l'occasion de dîner avec William Penn et avec un chef Indien. Penn parle la langue indienne parfaitement. Pastorius en trouve les sonorités un peu plus graves que l'italien. Ceux des Indiens qui ont eu peu de contacts avec les nouveaux venus ont la sympathie de Pastorius, mais il trouve que le contact avec les « soi-disant Chrétiens » (l'expression est de lui) les rend rusés et malhonnêtes. L'un d'entre eux, à qui il avait commandé une dinde, lui apporta un aigle et soutint longtemps que c'était une dinde ; une conversation surprise entre l'Indien et un Suédois montra qu'il cherchait à tromper en connaissance de cause, croyant Pastorius trop nouveau-venu pour faire la différence entre les oiseaux de son nouveau pays. Un autre, au coin du feu, testa grossièrement l'alcool servi en en jetant quelques gouttes dans le feu pour voir si elles s'enflammeraient (dans le cas contraire, ce serait l'indice que l'alcool est coupé d'eau). En revanche, les Indiens restés naturels sont, d'après Pastorius, polis et honnêtes.
Parmi les compagnons de voyage de Pastorius, six sont déjà morts au moment où il écrit sa lettre.

## Tractations pour l'achat de terres

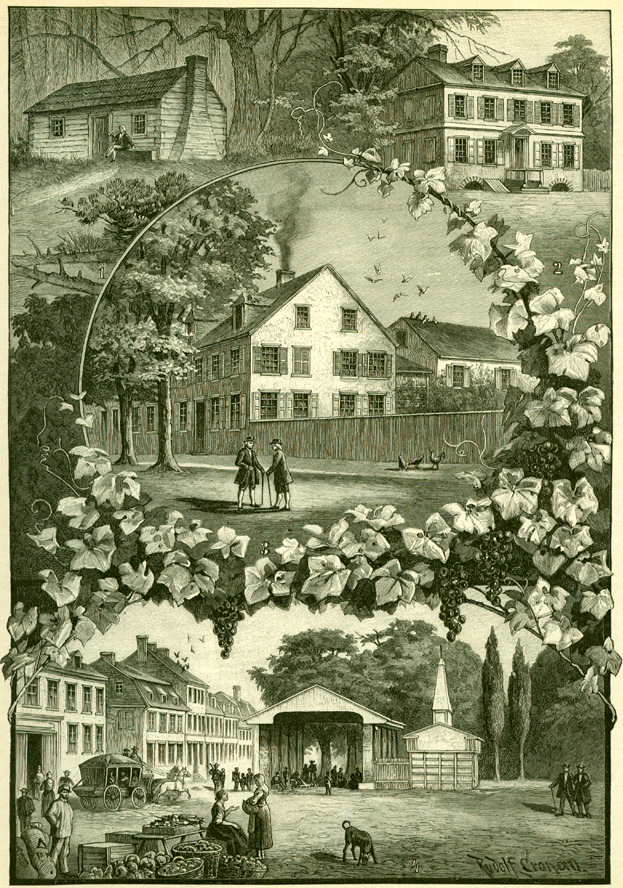
Photomontage sur le vieux Germantown. Les deux maisons du haut sont celles de la famille Pastorius, celle de gauche vers 1683, celle de droite vers 1715. Au centre, la maison et l'imprimerie de la famille Caurs vers 1735. En bas, la place du marché vers 1820.

Pastorius a acheté trois sortes de terre : premièrement un lot de 15 000 arpents d'un seul tenant, sur une rivière navigable ; deuxièmement 300 arpents à l'intérieur de la ville ; troisièmement trois lots destinés à construire des maisons dans la ville. Tout a été dûment mesuré et arpenté avec William Penn.
Au début, William Penn ne voulait pas vendre 15 000 acres d'un seul tenant, car le pays commençait à se peupler, et il craignait que toute cette bonne terre reste sans être cultivée. Mais Pastorius insista, le juriste en lui se réveillant à nouveau. Il rappela, oralement et par écrit, que Furly, l'agent de Penn en Europe, avait fait des promesses précises. Pastorius tient à ce qu'il y ait une « petite province allemande » groupée, et non disséminée parmi les Anglais, pour mieux se défendre contre l'oppression. 
Penn finit par accepter de donner la terre d'un seul tenant, mais à condition qu'elle soit, au bout d'un an, peuplée de 30 familles réparties en trois villages de dix maisons chacun, sans quoi son engagement sera caduc.

## Problèmes domestiques
Pastorius termine en évoquant ses problèmes domestiques : les serviteurs hollandais qu'il a avec lui s'adaptent mal, surtout la bonne, qui ne s'entend pas avec la domestique anglaise ; pour préserver la paix de sa maison, il va devoir se séparer de la seconde, car la première, avec deux enfants, n'est pas facile à bouger et s'adapterait mal à un nouveau maître ; il désire fort trouver une domestique allemande.

## Sources
Source: Francis Daniel Pastorius, Positive Information from America, concerning the Country of Pennsylvania, from a German who has migrated thither; dated Philadelphia, March 7, 1684, trans. J. Franklin Jameson, in Albert Cook Myers, ed., Narratives of Early Pennsylvania, West New Jersey, and Delaware, 1630–1707 (New York, 1912), 392–411 ; 
Lettre de Pastorius lisible en ligne